# Mara Zini
Mara Zini (* 26. Oktober 1979 in Sondalo) ist eine ehemalige italienische Shorttrackerin.
Zini startete zunächst für den Verein Frecce Rossonere Aosta, später für den Verein Centro Sportivo Esercito und trainierte am Eissportzentrum in Courmayeur. Sie gehörte seit dem Jahr 1995 zum italienischen Nationalteam und bestritt bei der Juniorenweltmeisterschaft 1996 ihre ersten internationalen Titelkämpfe. Dort erreichte sie über 1500 m das Halbfinale und verpasste als Vierte im Finale über 500 m eine Medaille nur knapp. Ein Jahr später startete sie erneut bei der Juniorenweltmeisterschaft und erreichte über 1000 m und 1500 m jeweils das Halbfinale. Bei der Europameisterschaft 1997 in Malmö und 1998 in Budapest gehörte Zini zur italienischen Staffel und errang jeweils Gold, es waren ihre ersten internationalen Medaillen. Im Oktober 1999 debütierte Zini in Salt Lake City schließlich im Weltcup. In ihrer ersten Saison waren drei Halbfinalteilnahmen über 1000 m und 1500 m ihre besten Resultate. Bei der Heimeuropameisterschaft 2000 in Bormio gelang Zini auch in Einzelrennen der Durchbruch. Sie erreichte in drei Einzelrennen das Finale und wurde im Mehrkampf Sechste. Mit der Staffel gewann sie erneut die Goldmedaille. In Sheffield startete Zini erstmals auch bei der Weltmeisterschaft, konnte jedoch in ihren Einzelrennen die Vorläufe nicht überstehen. In der Saison 2000/01 erreichte sie in Weltcuprennen mehrere Halbfinals. In der Gesamtweltcup-Wertung wurde sie Neunte. Bei der Europameisterschaft in Den Haag gewann Zini Silber im Mehrkampf. Über 500 m und 1500 m wurde sie Zweite, über 1000 m Dritte. In der folgenden Saison wiederholte Zini den Gewinn der Silbermedaille im Mehrkampf bei der Europameisterschaft 2002 in Grenoble. Sie erreichte in allen Einzelrennen das Finale. Über 500 m und 3000 m wurde sie Zweite, über 1500 m Dritte und über 1000 m Fünfte. Mit der Staffel gewann sie eine weitere Goldmedaille. Zini qualifizierte sich für die Olympischen Spiele in Salt Lake City. Sie erreichte über 500 m und 1500 m das Halbfinale und über 1000 m das Viertelfinale. Mit der Staffel wurde sie Fünfte.
In der Saison 2002/03 zog Zini über 500 m erstmals in ein Finale in einem Weltcup-Einzelrennen ein. Mit der Staffel wurde sie zudem einmal Dritte und platzierte sich erstmals auf dem Weltcuppodest. Bei den Saisonhöhepunkten war Zini vor allem in den Staffel- und Mannschaftswettbewerben erfolgreich. Mit der Staffel gewann sie zunächst bei der Europameisterschaft in Sankt Petersburg Gold, bei der Weltmeisterschaft in Warschau verpasste das Quartett als Vierte eine Medaille nur knapp. Eine weitere Medaille konnte sie in Sofia bei der Teamweltmeisterschaft gewinnen, wo sie Rang drei belegte. Auch in der Saison 2003/04 war Zini vor allem mit der Mannschaft erfolgreich. Im Weltcup nahm sie mit der Staffel insgesamt drei Podestplätze ein. Über 1500 m wurde sie im Disziplinweltcup Achte. Bei der Europameisterschaft in Zoetermeer gewann sie mit der Staffel Silber, wurde jedoch im Finale nicht eingesetzt. Bei der Teamweltmeisterschaft in Sankt Petersburg wurde sie mit der Mannschaft erneut Dritte. In der Saison 2004/05 konnte Zini auch in Einzelrennen wieder auf sich aufmerksam machen. Sie erreichte im Weltcup zwei Finals. Im Gesamtweltcup wurde sie Elfte, über 500 m im Disziplinweltcup Siebte. Bei der Europameisterschaft in Turin und der Weltmeisterschaft in Peking konnte Zini als bestes Ergebnis über 500 m bzw. 1500 m das Halbfinale erreichen. In der Saison 2005/06 errang Zini mit der Staffel zweimal den dritten Platz. Bei der Europameisterschaft in Krynica-Zdrój konnte sie mit der Staffel noch einmal die Goldmedaille gewinnen. Bei den Olympischen Spielen in Turin und der Weltmeisterschaft in Minneapolis gewann Zini mit der Staffel überraschend die Bronzemedaille.
In ihrer letzten Saison 2006/07 erreichte Zini noch einmal über 500 m ein Finale in einem Weltcuprennen. Ihre letzten internationalen Titelkämpfe bestritt sie bei der Teamweltmeisterschaft in Budapest, wo sie jedoch mit ihren Teamkolleginnen den Finaleinzug verpasste. Bis zum Jahr 2009 startete Zini noch bei kleineren Wettbewerben, gehörte jedoch nicht mehr zum italienischen Nationalteam.
Auch ihre Cousine Katia war eine erfolgreiche Shorttrackerin und viele Jahre ihre direkte Konkurrentin.

## Persönliche Bestzeiten
- 500 m 45,366 s (aufgestellt am 24. Februar 2007 in Bormio)
- 1000 m 1:32,931 min (aufgestellt am 25. Februar 2007 in Bormio)
- 1500 m 2:26,757 min (aufgestellt am 27. Oktober 2000 in Provo)
- 3000 m 5:47,109 min (aufgestellt am 18. Januar 2004 in Zoetermeer)